# De Togni
De Togni is een historisch motorfietsmerk.
De Togni in Milaan bouwde in 1932 een bijzonder voertuig. Het was een lichte motorfiets met 175cc-DKW-motor waarbij de bestuurder en de bijrijder naast elkaar in een stoel zaten.
De machine was naast het achterwiel voorzien van steunwieltjes die bij het bereiken van een redelijke snelheid omhooggeklapt konden worden. Na de Tweede Wereldoorlog maakte De Togni transportmotorfietsen met Sachs-motoren.